# Zhongguancun

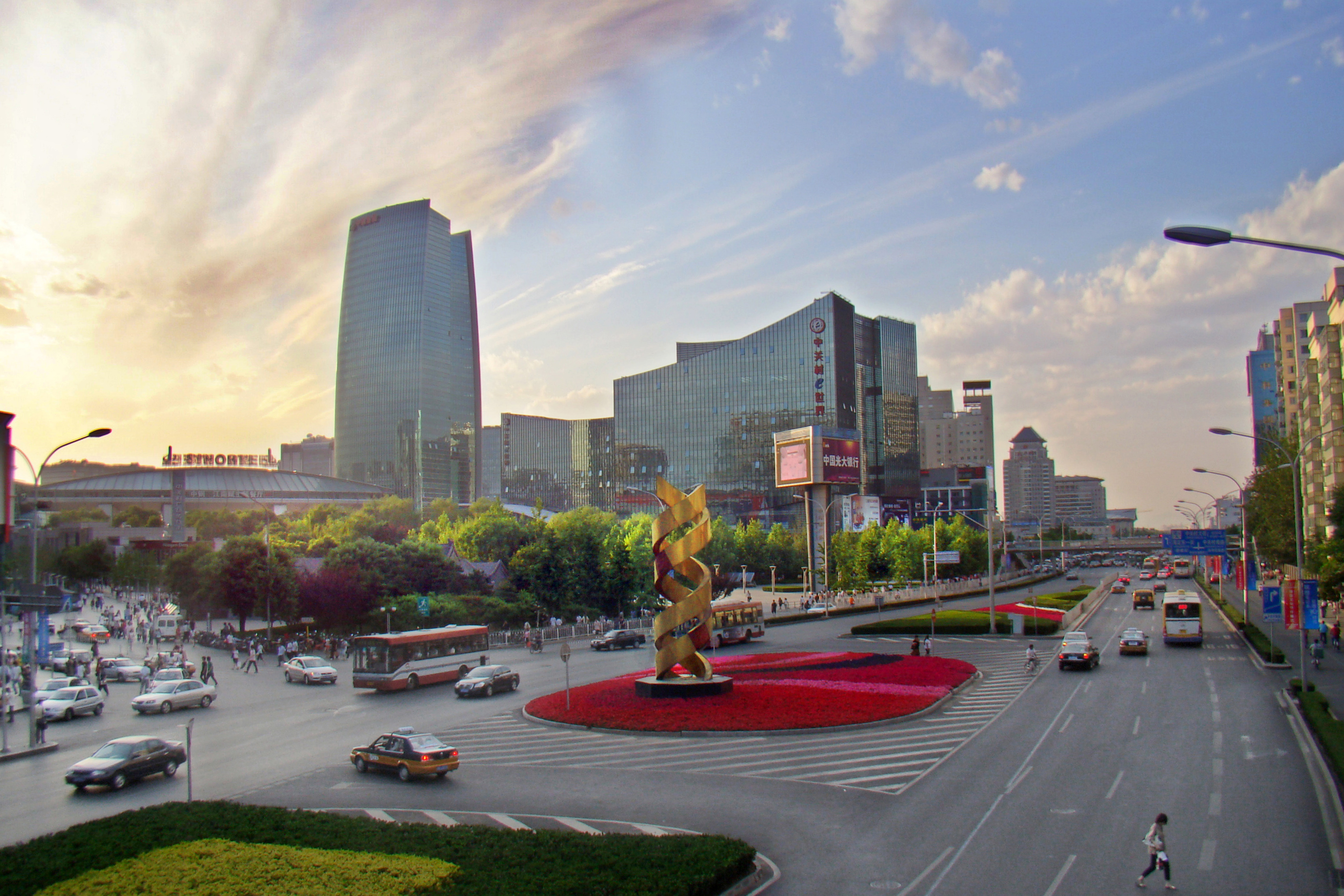
O vedere asupra Zhongguancun, inclusiv Piața și Strada Zhongguancun.

Zhongguancun (în chineză simplificată: 中关村) este o zonă din districtul Haidian, Beijing, China, în care se află o concentrație mare de companii de tehnologie.
Zhongguancun ocupă o bandă între a treia și a patra centură în partea de nord-vest a orașului Beijing. Zhongguancun este, uneori, cunoscut sub numele de „Silicon Valley al Chinei”.

## Istoric

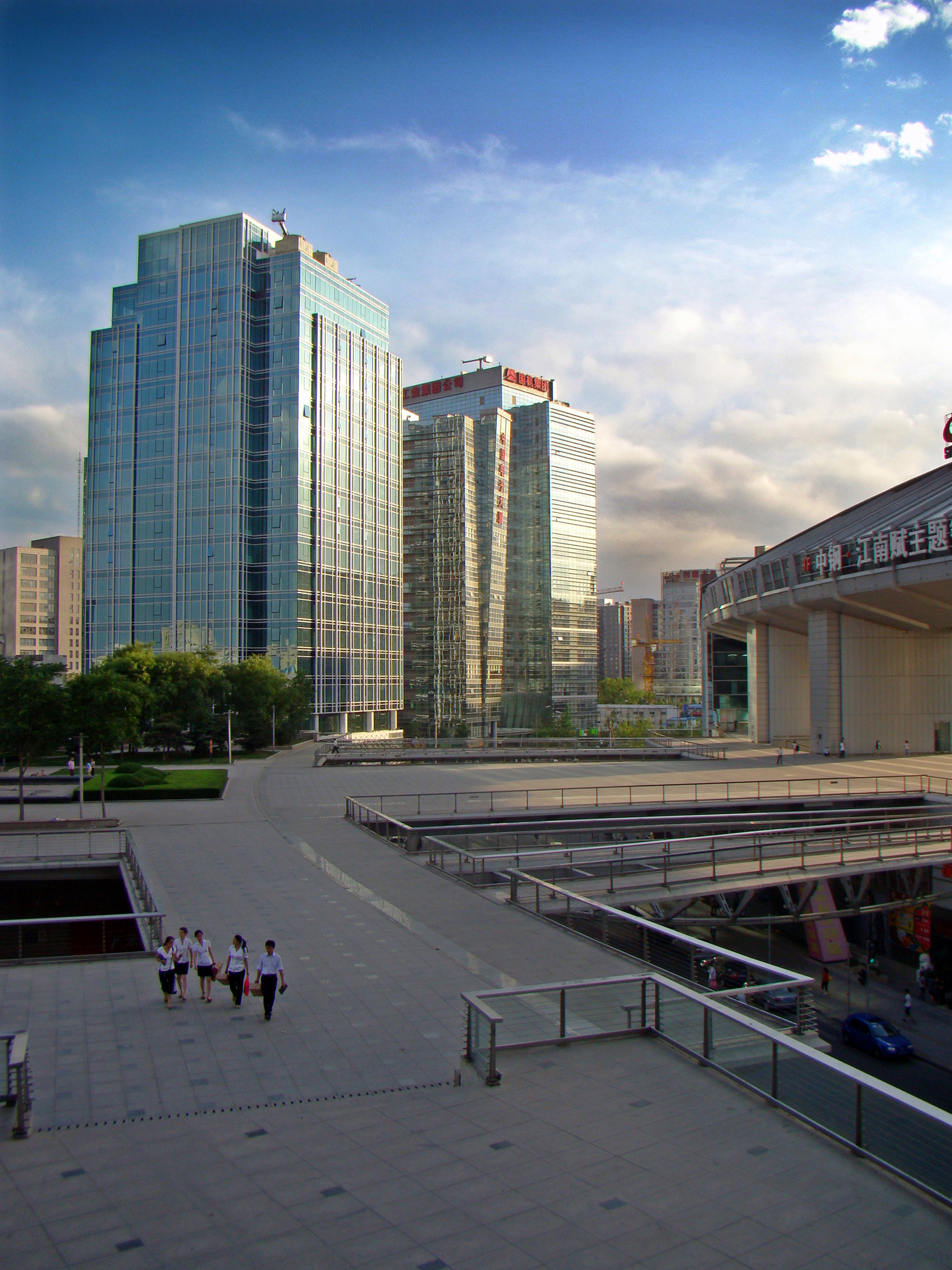
Privind spre sud-vestul pieței Zhongguan.

Chen Chunxian și-a imaginat Zhongguancun cu 30 de ani înainte ca această zonă să devină un adevărat parc tehnologic. Chunxian, membru al Academiei Chineză de Științe (CAS), a conceput un Silicon Valley în China după o călătorie sponsorizată de guvern la Boston și Silicon Valley, Statele Unite ale Americii.
Zhongguancun a devenit cunoscut drept un „Bulevard al Electronicelor” (în chineză simplificată: 电子一条街; chineză tradițională: 電子一條街; pinyin: Diànzǐ Yītiáojiē) de la începutul anilor 1980, fapt datorat piețelor de tehnologie de-a lungul unei străzi centrale aglomerate.

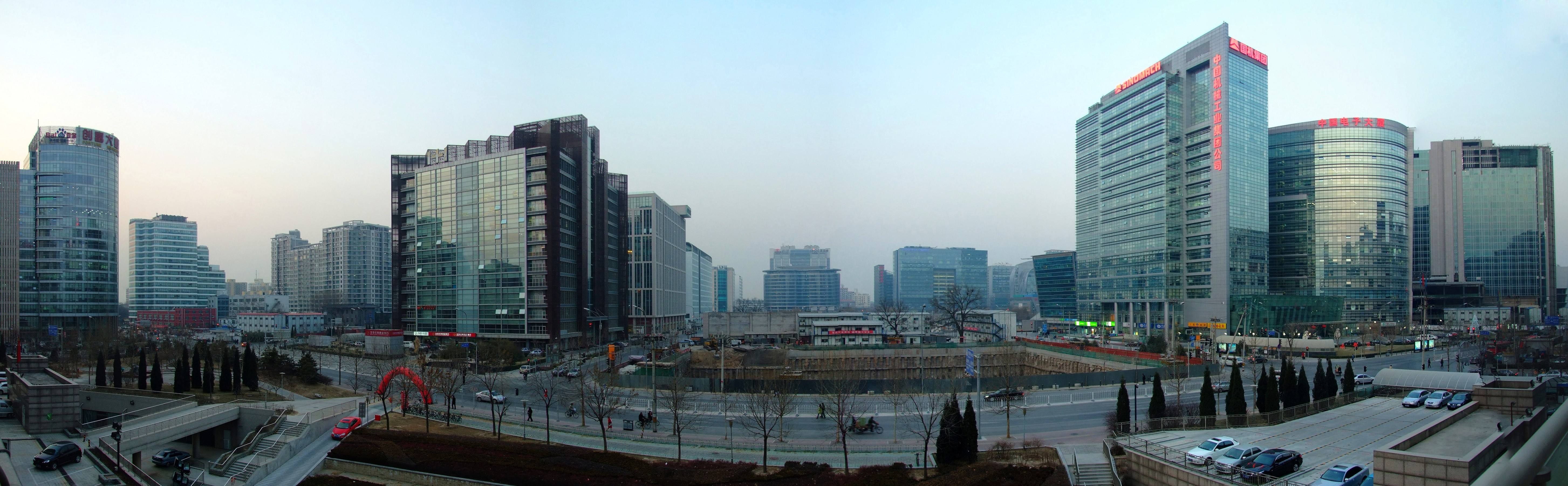
Panoramă

## Centre de învățământ și centre notabile
Zhongguancun este asociat cu două dintre cele mai prestigioase universități din China, Universitatea Peking și Universitatea Tsinghua, alături de Academia Chineză de Științe, toate trei aflându-se în imediata apropiere. Zhongguancun include și câteva școli și licee, de remarcat fiind Liceul Afiliat Universității Peking și Liceul Afiliat Universității Renmin din China.

## Companii notabile și puncte de interes

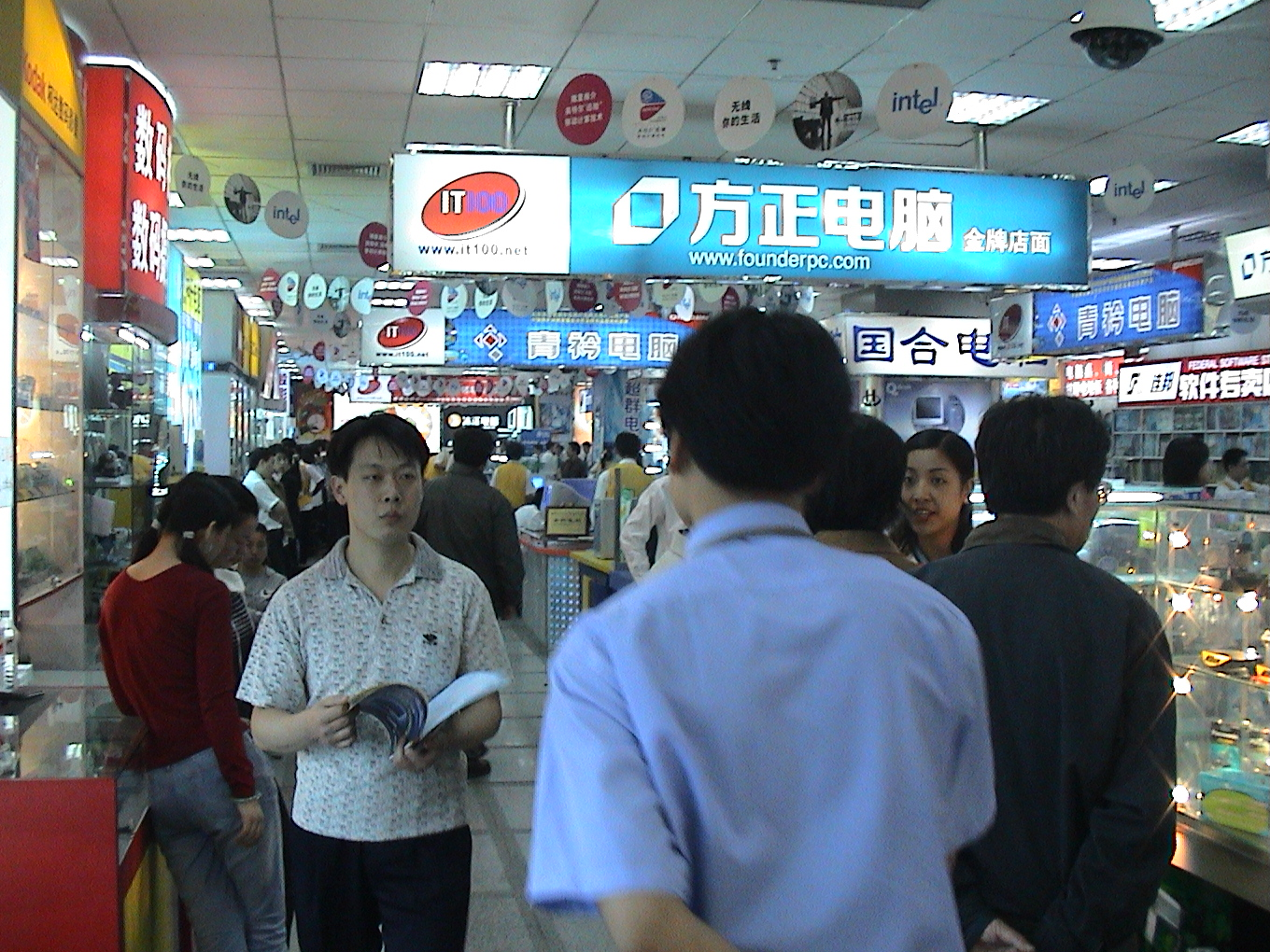
În clădirea pieții Hailong.

Cele mai importante companii care s-au dezvoltat în Zhongguancun sunt Stone Group, Founder Group și Lenovo Group, companii fondate între 1984 și 1985. Stone a fost prima companie de tehnologie de succes operată de către persoane private din afara de guvernului Chinei. Founder este o companie de tehnologie care s-a desprins din Universitatea Peking. Lenovo Group s-a desprins din Academia Chineză de Științe, avându-l pe Liu Chuanzhi drept președinte. Lenovo a cumpărat de la IBM divizia de PC-uri cu 1,75 miliarde de dolari în 2005, devenind astfel al treilea cel mai mare producător de PC-uri. Atât Founder, cât și Lenovo Group mențin legături puternice cu susținătorii lor academici, care sunt acționari semnificativi.
Multe companii de tehnologie cu renume mondial și-au construit sediile principale și centre de cercetare din China în Parcului Tehnologic Zhongguancun. Printre acestea se numără Google, Intel, AMD, Oracle Corporation, Motorola, Cogobuy Grup, IBM, MySpace, Sony, Solstice și Ericsson. Microsoft și-a construit sediul principal al centrului de cercetare chinez în acest parc, construcție care a costat 280 milioane de dolari și care poate găzdui 5000 de angajați. Clădirea a fost finalizată în aprilie 2011, iar acum găzduiește Microsoft Research Asia.
Centrul de dezvoltare Loongson, care este primul design chinez de microprocesor cu scop general, este de asemenea localizat în zona Zhongguancun.
Everbright International își are biroul din Beijing în clădirea Beijing International Building (北京国际大厦) din Zhongguancun.
O destinație turistică populară este Biserica Creștină Haidian, proiectată de către arhitecții Gerkan, Marg und Partner din Hamburg.

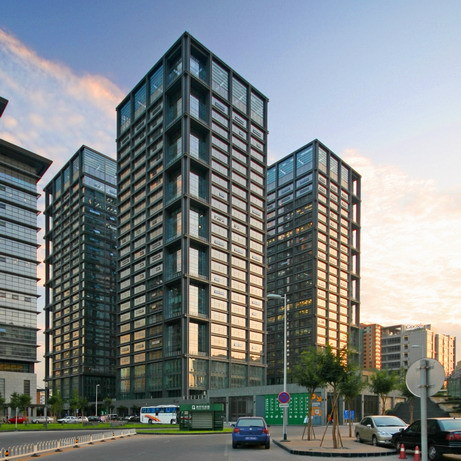
Lângă Tuspark
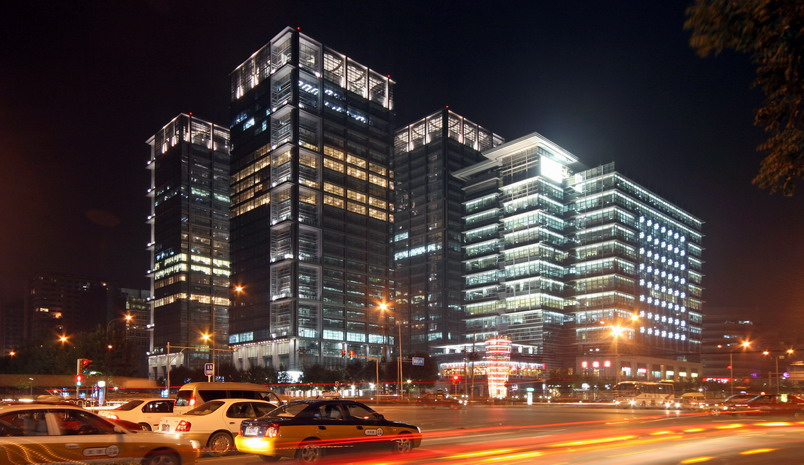
Birourile Microsoft și Sohu
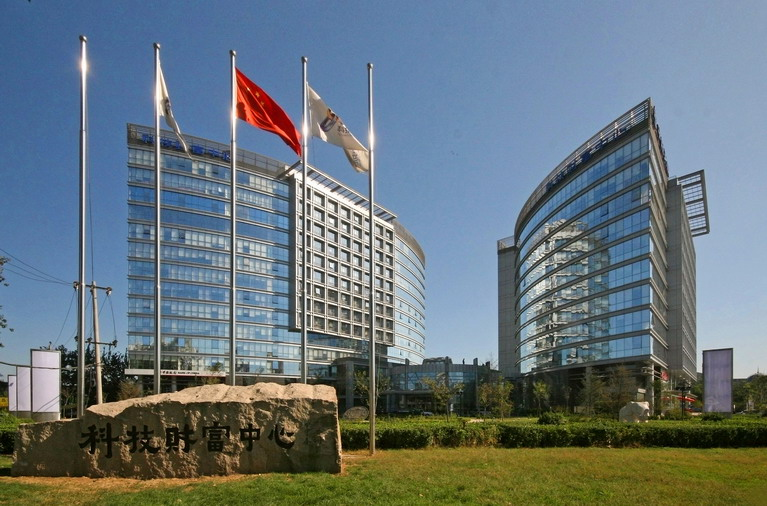

## Transport

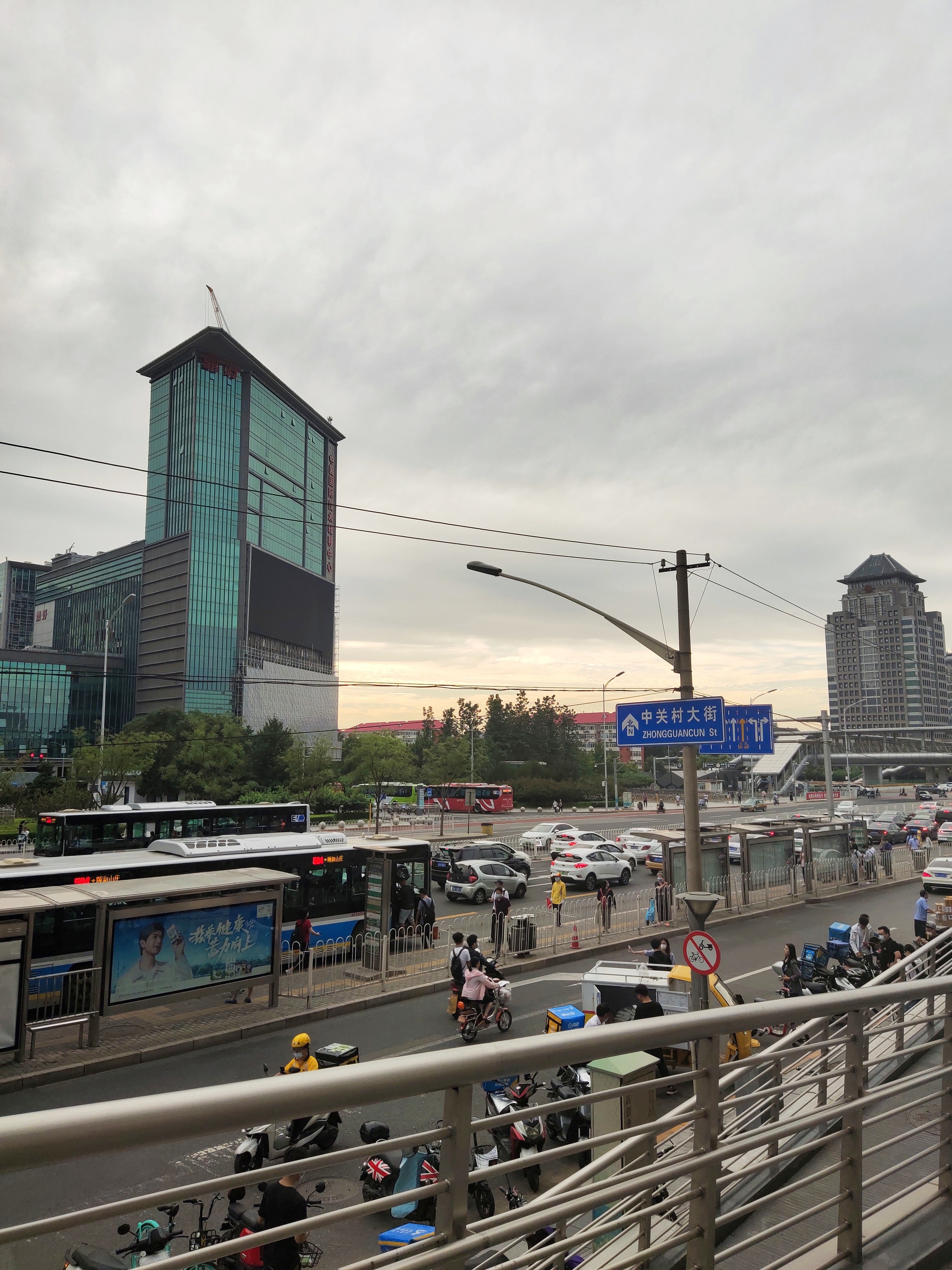
În apropiere de stația de metrou Zhongguancun

Linia 4 a metroului din Beijing trece prin zona Zhongguancun cu opriri la stația Zhongguancun și stația Haidianhuangzhuang. Haidianhuangzhuang este stație de interschimb cu linia 10. În plus, Zhongguancun este deservit de multe autobuze.